# Wilhelm Kaipel
Wilhelm Kaipel (* 20. November 1948 in Riedlingsdorf, Burgenland) ist ein ehemaliger österreichischer Fußballtorwart und Trainer.

## Leben
Als Tormann wurde Kaipel zwei Mal in die Österreichische Fußballnationalmannschaft einberufen. 1992 wurde er in der österreichischen Bundesliga zum Trainer des Jahres gewählt.
Nach Beendigung der aktiven sportlichen Laufbahn war er als Filialleiter bei Raiffeisen Wien und der Evangelischen Kreditgenossenschaft Kassel tätig. Später wurde er Seminarveranstalter.
Kaipel ist Autor des Buches "Torwarttraining in Theorie und Praxis".

## Stationen als Spieler
- ASKÖ Riedlingsdorf
- SC Pinkafeld
- Wiener Sportclub
- VÖEST Linz
- Austria Salzburg

## Stationen als Trainer
- Wiener Sportclub
- SK Rapid Wien
- VSE St. Pölten